# Galle (district)
Pour les articles homonymes, voir Galle.

Situation du district de Galle

Le district de Galle est le district le plus occidental de la Province du Sud du Sri Lanka.  Il est limitrophe, au nord, du district de Kalutara (dans la province de l'Ouest), au nord-est du district de Ratnapura (dans la province de Sabaragamuwa) et à l'est du district de Matara.
D'une superficie de 1 652 km2, il a pour capitale Galle.

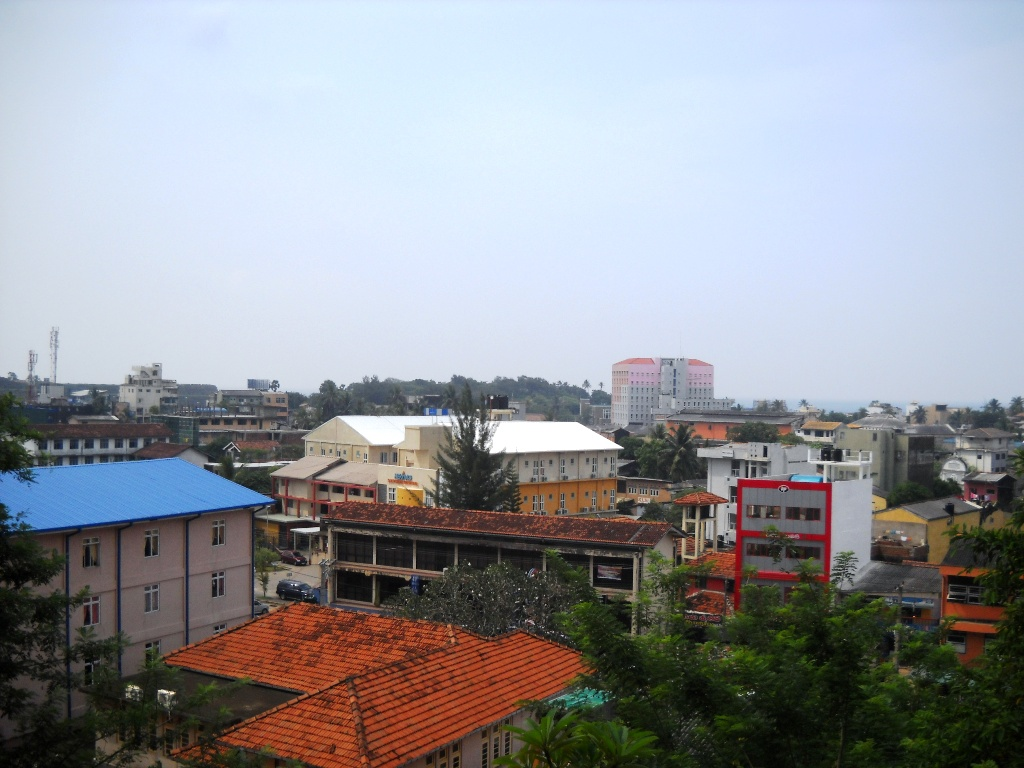
Galle, la ville principale du district de Galle

## Principales villes
- Galle (Conseil municipal de Galle)

## Banlieue de Galle
- Karapitiya
- Unawatuna

## Conseils urbains
- Ambalangoda (Conseil urbain d'Ambalangoda)
- Hikkaduwa (Conseil urbain de Hikkaduwa)

## Villes principales
- Ahangama
- Ahungalla
- Ambalangoda
- Baddegama
- Balapitiya
- Batapola
- Bentota
- Boossa
- Elpitiya
- Habaraduwa
- Hiniduma
- Hikkaduwa
- Imaduwa
- Karandeniya
- Koggala
- Kosgoda
- Mapalagama
- Nagoda
- Neluwa
- Pitigala
- Rathgama
- Thawalama
- Udugama
- Uragasmanhandiya
- Unawatuna
- Wanduramba
- Yakkalamulla

## Sites du patrimoine mondial
Article principal : Sites du patrimoine mondial de Sri Lanka
- Fort de Galle
- Réserve forestière de Sinharaja

## Réserves forestières
- Réserve forestière de Hiyare
- Réserve forestière de Kanneliya